# .ws
.ws e интернет домейн от първо ниво за Самоа. Администрира се от SamoaNIC. Представен е през 1995 година.

## Домейни от второ ниво
- .ORG.WS
- .GOV.WS
- .EDU.WS